# Kaskazini-Mashariki
Kaskazini-Mashariki of North Eastern was een provincie van Kenia. De hoofdstad is Garissa en de provincie had 962.143 inwoners (1999). De provincies zijn met de invoering van county's vervallen als bestuurlijke indeling van Kenia.

## Geografie
De provincie, vroeger bekend als de Northern Frontier District bestrijkt vrijwel het gehele noordoosten van Kenia. De provincie grenst in het noorden aan Ethiopië en in het oosten over zo'n 650 km aan Somalië. Verder grenst het aan de Keniaanse provincies Mashariki (Eastern) in het noordwesten en Pwani (Coast) in het zuidwesten. De provincie heeft een steppeklimaat.
Naast de hoofdstad Garissa zijn andere belangrijke steden Wajir en Mandera.

## Bevolking
De provincie wordt bewoond door pastorale gemeenschappen. De Somaliërs vormen de belangrijkste etnische groepering. Er bevinden zich vele vluchtelingenkampen in het gebied, met hoofdzakelijk vluchtelingen uit Somalië.

## Districten
- Garissa
- Ijara
- Mandera
- Wajir